# Cubicle 7
Cubicle 7 — британская компания, занимающаяся производством настольных игр, среди которых наиболее известны игры по мотивам телесериала «Доктор Кто» и Средиземья Джона Толкина. Компания была основана Энгусом Эбрансоном и Домиником Макдауэллом в 2006 году, поначалу занималась разработкой и изданием настольных ролевых игр, но затем расширила ассортимент выпускаемой продукции за счёт карточных и других видов настольных игр. Выпускаемые компанией игры неоднократно отмечались премиями, среди которых ENnie Awards и Origins Awards. С 2009 по 2014 год Cubicle 7 входила в группу компаний Rebellion.

## История

### Создание компании. Первые продукты (2002—2006)
Энгус Эбрансон увлёкся настольными ролевыми играми, в частности AD&D, в 1984 году. Вскоре он начал писать для британских игровых журналов, среди которых были Adventurer и Valkyrie. Идею создать собственную компанию и заняться изданием игр он стал вынашивать ещё в 1996 году, тогда же придумал для неё название — Cubicle 7. В начале 2000-х годов Эбрансон делил квартиру с Дейвом Олсопом, который ещё в 1993 году создал настольную ролевую игру SLA Industries. Это была игра про далёкое антиутопическое будущее, где большую часть мира контролирует корпорация, во главе которой стоят сверхъестественные существа. SLA Industries неоднократно меняла издателя (Nightfall, Wizards of the Coast, Hogshead), пока права на неё не вернулись к Олсопу в 2002 году. Тогда же Эбрансон и Олсоп решили работать вместе, чтобы издавать новые продукты под маркой SLA Industries. Своё творческое объединение они назвали Cubicle 7, но партнёрство не было никак оформлено юридически. Несмотря на несколько анонсов, ни одного продукта к осени 2004 года Cubicle 7 так и не выпустили, а Олсоп занялся другими проектами.
Доминик Макдауэлл был другом Эбрансона, регулярно играл вместе с ним в настольные игры. В январе 2004 года он неформально присоединился к Cubicle 7, приняв участие в редактировании находящегося тогда в разработке приложения к SLA Industries, но затем наступили два с лишним года бездействия. Наконец в конце 2006 года Эбрансон и Макдауэлл вновь объединили усилия и уже официально основали компанию Cubicle 7 Entertainment Limited, в которой оба были партнёрами. В том же году они издали книгу CS1: Cannibal Sector One, а следующем году выпустили Hunter Sheets: Issue One. Обе книги являлись приложениями для игры SLA Industries, работу над которыми начинал ещё Олсоп, но после его ухода нового материала не появлялось. Позднее Олсоп всё-таки вернулся в компанию, чтобы курировать продукты под маркой SLA Industries, но окончательно покинул её в 2011 году, забрав с собой лицензию на эту игру.

### Первое признание. Victoriana и Starblazer (2007—2008)
Проблему с нехваткой нового материала Эбрансон в 2006 году решил покупкой небольшого британского издательства Heresy Games, которое было известно своей настольной ролевой игрой Victoriana. Эта игра в жанре альтернативной истории, где в антураж викторианской эпохи были вплетены элементы фэнтези и стимпанка, использовала систему Fuzion. Cubicle 7 решили выпустить новую редакцию этой игры, для чего пригласили в команду Иэна Старрока и Эндрю Переграйна, которые перевели Victoriana на новую, более простую систему, и больше внимания уделили проработке игрового мира. Выход первого ограниченного тиража второй редакции Victoriana был приурочен к конвенту Gen Con Indy 2008, через год состоялся полноценный выпуск. Игра получила хорошие отзывы и позволила Cubicle 7 выйти на рынок настольных ролевых игр как профессиональная компания. Под маркой Victoriana к 2011 году вышло полдюжины приложений, а в 2013 году вышла третья редакция игры.
В 2006 году Cubicle 7 приобрели лицензию на выпуск продукции под маркой Starblazer. Так называлась антология британских научно-фантастических комиксов, выходившая в 1979—1991 годах. Эти комиксы были популярны у британской молодёжи 1980-х годов, над ними работали известные авторы, среди которых был Грант Моррисон. Совершенно неопытный в разработке игр Крис Бёрч, который и преподнёс Эбрансону идею с покупкой лицензии на Starblazer, был выбран для создания настольной ролевой игры по этой лицензии. Свою игровую систему Бёрч и примкнувший к нему Стюарт Ньюман создавать не стали, а взяли готовую — Fate от студии Evil Hat, которая была адаптирована для игр в стиле pulp-журналов. Изначально Бёрч рассчитывал выпустить 200-страничную книгу правил к зиме 2007 года, но у него постоянно возникала необходимость добавлять туда всё новые и новые правила для всевозможных игровых ситуаций, кроме того, затянулся период редактуры, к которой присоединился Фред Хикс из Evil Hat. Наконец Starblazer Adventures вышла в конце 2008 года в виде 600-страничной книги правил. Подзаголовок описывал этот продукт, как «приключенческую игру в жанре рок-н-рольной космической оперы». Новая игра получила восторженные отзывы, была номинирована на три премии ENnie и три премии Indy (хотя и не получила ни одной из-за огромной конкуренции в 2008 году), и хорошо продавалась.
В конце 2007 года Cubicle 7 договорилась с французской компанией 7ème Cercle об издании силами британцев английской версии настольной ролевой игры Qin. Эта игра в жанре уся (китайского фэнтези) уже успела получить серебряную премию ENnie в номинации «лучшая игра». Базовую книгу правил Qin: The Warring States британцы начали издавать сразу после заключения соглашения, но выпуск приложений для неё затянулся на несколько лет.

### Начало партнёрства в Rebellion Group. Doctor Who. The One Ring (2009—2010)
В 2007 году Эбрансон и Макдауэлл решили приобрести лицензию на выпуск игр по научно-фантастическому телесериалу «Доктор Кто». Этот культовый для Великобритании сериал был возрождён в 2005 году и получил немало новых поклонников. Проблема заключалась в том, что покупка такой лицензии требовала существенных инвестиций. Cubicle 7 обратились за помощью к Мэттью Спранджу из Mongoose Publishing. Эта компания, издававшая ролевые игры и варгеймы, входила в объединение Rebellion Group, которое занималось настольными и компьютерными играми, выпуском комиксов, книг и фильмов. Cubicle 7 были приглашены присоединиться. В марте 2009 года Эбрансон и Макдауэлл наконец-то занялись своей компанией на полную ставку и переехали из Лондона в Суиндон, где располагались офисы Mongoose. Кроме того, отдел продаж Mongoose теперь помогал Cubicle 7 продавать их продукцию.
С лета 2009 года Cubicle 7, пользуясь своими новыми возможностями, развила бурную деятельность по привлечению в партнёрство небольших независимых издателей, у которых имелись интересные и уже готовые проекты, но не было возможности самостоятельного издать их для широкой аудитории. Усилиями Cubicle 7 британские издательства приобрели больший вес на рынке настольных ролевых игр. Однако уже в начале 2010 года Mongoose Publishing вышла из группы компаний Rebellion, в результате чего офис Cubicle 7 вновь переехал, на этот раз в Оксфорд, в штаб-квартиру Rebellion, а для замены дистрибьюторской сети Mongoose была выбрана американская компания PSI.
В 2009 году состоялся выпуск новой редакции игры Qin и выход первого продукта по лицензии «Доктора Кто», базовой книги правил для настольной ролевой игры Doctor Who: Adventures in Time and Space за авторством Дэвида Чемпена. Книга была нацелена на привлечение новых игроков — яркая и красочная, с многочисленными изображениями Дэвида Теннанта в роли Доктора и других персонажей сериала, и с довольно простой системой правил. Кроме того, к книге прилагался набор игральных костей, что для ролевых игр того времени было крайне редким явлением. При издании приложения для игры, Doctor Who, Aliens and Creatures, компания столкнулась со сложностями работы с большими лицензиями из-за необходимости согласовывать продукты с правообладателем, что влекло за собой значительные задержки. Тем не менее, линейка продуктов под маркой «Доктор Кто» стала самой прибыльной среди ассортимента Cubicle 7.
В 2009 году Cubicle 7 приобрела у американского издателя Chaosium лицензии на Call of Cthulhu и Basic Role-Playing. Первая вылилась в игру Cthulhu Britannica, которая объединяла «Мифы Ктулху» Лавкрафта и историю Великобритании, вторая — в игру The Laundry по мотивам романов Чарльза Стросса, в которой тайные агенты сражались с древними богами. В 2010 году от Starblazer Adventures отпочковалась игра в жанре фэнтези Legends of Anglerre, использовавшая ту же базовую механику.
В январе 2010 года Cubicle 7 получила лицензию на выпуск игр по «Властелину колец» Джона Толкина. Возглавил проект Доминик Макдауэлл, к которому присоединились Роберт Хайд и Франческо Непителло. Последний уже работал с этой лицензией, создав в 2004 году настольную игру War of the Ring для итальянского издателя Nexus. В августе 2011 года вышла настольная ролевая игра по «Властелину колец», The One Ring: Adventures over the Edge of the Wild, которая включала в себя две цветные богато иллюстрированные книги и набор игральных костей. Большое внимание уделялось графическому оформлению книг, которое должно было, по замыслу авторов, погружать игроков в атмосферу Средиземья. Игровая механика была довольно простой. В базовых книгах описывался лишь относительно небольшой участок игрового мира к востоку от Мглистых гор, в последующих приложениях, часть которых была приурочена к выходу кинотрилогии «Хоббит», подробно описывались другие регионы (Лихолесье, Ривенделл, Рохан).

### Уход Эбрансона. Новый курс (с 2012 года)
В 2011 году работа со сторонними издателями стала негативно сказываться на финансовой стабильности Cubicle 7. Некоторые партнёры принесли компании серьёзные убытки. Из-за этого в ноябре 2011 года Энгус Эбрансон объявил о своём уходе из компании и создании новой компании-издателя Chronicle City, которая, впрочем, также работала с компаниями поменьше, но по несколько отличной модели. Доминик Макдауэлл, оставшийся у руля Cubicle 7, решил изменить принципы работы компании, отказаться от партнёрских соглашений и сфокусироваться на собственных продуктах. В 2012—2013 годах сотрудничество почти со всеми партнёрами прекратилось. Компания вместо 50 различных книг (2010 год) теперь выпускала в год 20-30, но они были более прибыльными. Продолжили выходить продукты под марками The Laundry, The One Ring и Qin. Victoriana получила в 2013 году третью редакцию. К ролевой игре по «Доктору Кто» добавилась карточная игра, разработанная Мартином Уоллесом, благодаря чему компания вышла за пределы рынка настольных ролевых игр. К Cthulhu Britannica прибавилась ещё одна игра по мотивам «Мифов Ктулху» — World War Cthulhu: The Darkest Hour, действие которой разворачивается во время Второй мировой войны. Работу над этой игрой возглавил лично Макдауэлл, первая книга правил вышла в 2013 году и стала самым продаваемым продуктом компании по лицензии «Мифов».
Помимо поддержки проверенных старых игр Cubicle 7 продолжала выпускать новые. В 2012 году вышли Yggdrasill на тему скандинавской мифологии и Primeval по мотивам телесериала «Портал юрского периода», в 2013 году — технологический хоррор Kuro и ретро-фантастическая игра Rocket Age. В 2013 году Cubicle 7 впервые использовала краудфандинговую платформу Kickstarter для сбора средств на свой новый продукт. Коробочному набору Cthulhu Britannica: London удалось собрать примерно 150 тыс. долларов. Общая прибыль компании в том году, даже без учёта выручки с Kickstarter, превысила сумму в миллион долларов. Кроме того, компания в 2013 году впервые стала обладателем престижной награды в индустрии ролевых игр Origins Awards, выиграв сразу две премии, а также несколько менее значимых наград ENnie и Golden Geek. При увеличившихся оборотах Доминик Макдауэлл вынужден был больше времени уделять управлению компанией, поэтому в 2013 году он нашёл себе замену на должности главного редактора в лице Эндрю Кендрика, ранее работавшего в Games Workshop и над журналом White Dwarf, а также назначил арт-директора Джона Ходжсона вице-президентом компании.
В декабре 2014 года Макдауэлл объявил о том, что Cubicle 7 после выкупа управляющими вышла из состава Rebellion Group, поблагодарив её руководителей за поддержку, советы и вдохновение. В 2014 году ассортимент выпускаемых компанией продуктов был расширен за счёт карточной игры Hobbit Tales from the Green Dragon Inn, также по мотивам Средиземья, над созданием которой работали авторы The One Ring Франческо Непителло и Марко Маджи. В 2015 году Cubicle 7 начала выпускать приключенческую игру Lone Wolf Джо Девера.

## Продукты

### Настольные ролевые игры
- Doctor Who Roleplaying Game (игра по мотивам телесериала «Доктор Кто»)
- The One Ring Roleplaying Game (игра по мотивам «Властелина колец» Джона Толкина)
- Primeval (игра по мотивам телесериала «Портал юрского периода»)
- The Laundry (игра по мотивам серии романов Laundry Files Чарльза Стросса)
- Cthulhu Britannica (приложения для ролевой игры Call of Cthulhu в антураже исторической Великобритании)
- Victoriana (игра в антураже Викторианской эпохи с элементами фэнтези и стимпанка)
- Lone Wolf (приключенческая игра по мотивам серии Lone Wolf Джо Девера)
- World War Cthulhu (приложения для ролевой игры Call of Cthulhu в антураже Второй мировой войны)
- Rocket Age (игра в жанре ретро-фантастической космической оперы)
- Qin (игра в жанре уся)
- Yggdrasil (игра в жанре фэнтези по мотивам скандинавской мифологии)
- Kuro (игра в жанре хоррор, действие которой происходит в Японии будущего)

### Карточные игры
- Doctor Who: The Card Game (игра по мотивам телесериала «Доктор Кто»)
- Hobbit Tales from the Green Dragon Inn (игра по мотивам Средиземья Джона Толкина)